# Estació de Fluvià
Fluvià és una estació de la línia T4 de la xarxa del Trambesòs situada sobre l'Avinguda Diagonal, entre els carrers Fluvià i Bac de Roda, al districte de Sant Martí de Barcelona i es va inaugurar el 8 de maig de 2004 amb l'obertura del Trambesòs.
| Trambesòs              |         |       |              |                        |
| Procedència/Destinació | <       | Línia | >            | Procedència/Destinació |
| Verdaguer              | Pere IV |       | Selva de Mar | Estació de Sant Adrià  |